# Alicún
Alicún ist ein südspanisches Dorf und Gemeinde (municipio) in der Provinz Almería mit 215 Einwohnern (Stand: 2024). 

## Lage
Alicún liegt etwa 22 Kilometer nordwestlich von Almería in einer Höhe von ca. 420 m. 

## Bevölkerungsentwicklung
| Jahr      | 1970 | 1981 | 1991 | 2001 | 2011 | 2021 |
| --------- | ---- | ---- | ---- | ---- | ---- | ---- |
| Einwohner | 272  | 233  | 236  | 235  | 278  | 204  |

## Sehenswürdigkeiten
- Kirche Mariä Verkündigung (Iglesia de Nuestra Señora de la Encarnación)

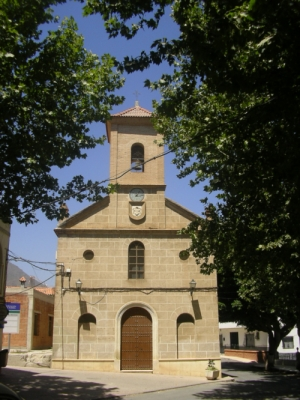
Kirche Mariä Verkündigung